# SMS Wien
SMS Wien byla pobřežní bitevní loď Rakousko-uherského námořnictva. Byla to druhá ze tří jednotek třídy Monarch. Koncepčně navazovala na tehdejší moderní bitevní lodě, označované dnes jako predreadnoughty, oproti nim však měla přibližně třetinový výtlak. Plavidlo bylo ve službě v letech 1897–1917. Účastnilo se bojů první světové války, ve které bylo nasazováno především při ostřelování pozemních cílů. Dne 10. prosince 1917 bylo potopeno italským torpédovým člunem MAS, který pronikl do Terstu.

## Stavba
Plavidlo postavila loděnice Stabilimento Tecnico Triestino (STT) v Terstu. Kýl lodi byl založen 16. února 1893, trup lodi byl spuštěn na vodu 6. července 1895 a hotová bitevní loď Wien byla do služby přijata 13. května 1897.

## Konstrukce

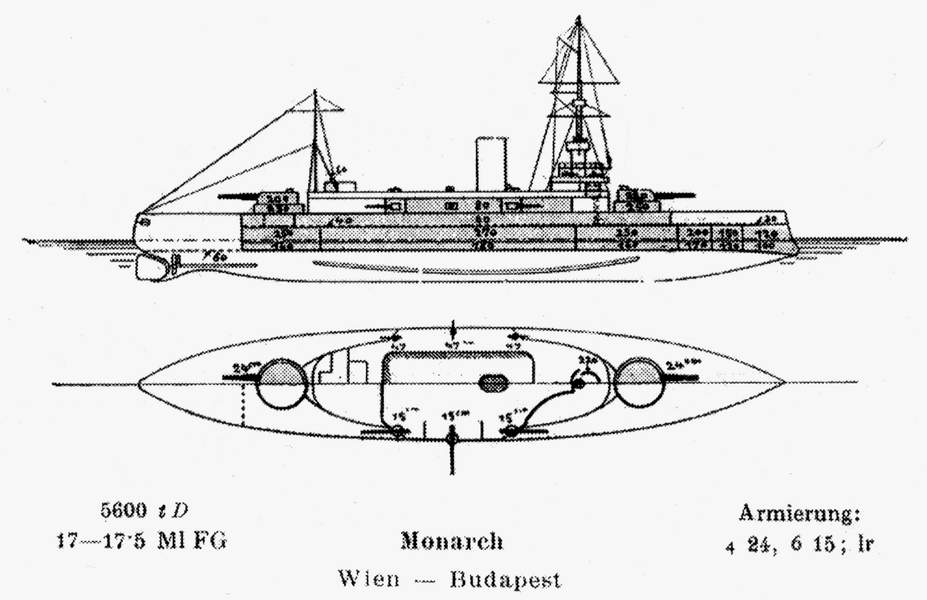
Základní uspořádání plavidla

Trup byl vybaven klounem. Hlavní výzbroj představovaly čtyři 24cm kanóny Krupp L/40 C94 ve dvou dvoudělových věžích. Výzbroj střední a malé ráže dodala Strojírna Škoda.. Sekundární výzbroj tvořilo šest 15cm kanónů Škoda L/40, umístěných v jednopatrové kasematě. Lodě dále nesly deset 4,7cm kanónů Škoda L/44, čtyři 47mm rychlopalné kanóny Hotchkiss L/33 a jeden vodou chlazený 8mm kulomet Škoda M1893. Výzbroj doplňovaly dva 450mm torpédomety se zásobou čtyř torpéd. Roku 1917 byl na Wien instalován jeden protiletadlový kanón 7cm Škoda L/50 K 10 BAG.
Pancéřování bylo dodáno Vítkovickými železárnami. Boční pancéřový pás měl sílu 120–270 mm. Kasematy měly sílu 80 mm, dělové věže 250 mm a velitelská věž 220 mm. Pancéřová paluba měla sílu 40 mm.
Pohonný systém plavidel tvořilo pět kotlů a dva trojčité parní stroje o výkonu 8000 hp, pohánějící dva třílisté lodní šrouby o průměru 4,42 m. Nejvyšší rychlost dosahovala 17,5 uzlu. Neseno bylo 500 tun uhlí. Dosah byl 3500 námořních mil při rychlosti 9 uzlů.

## Operační služba

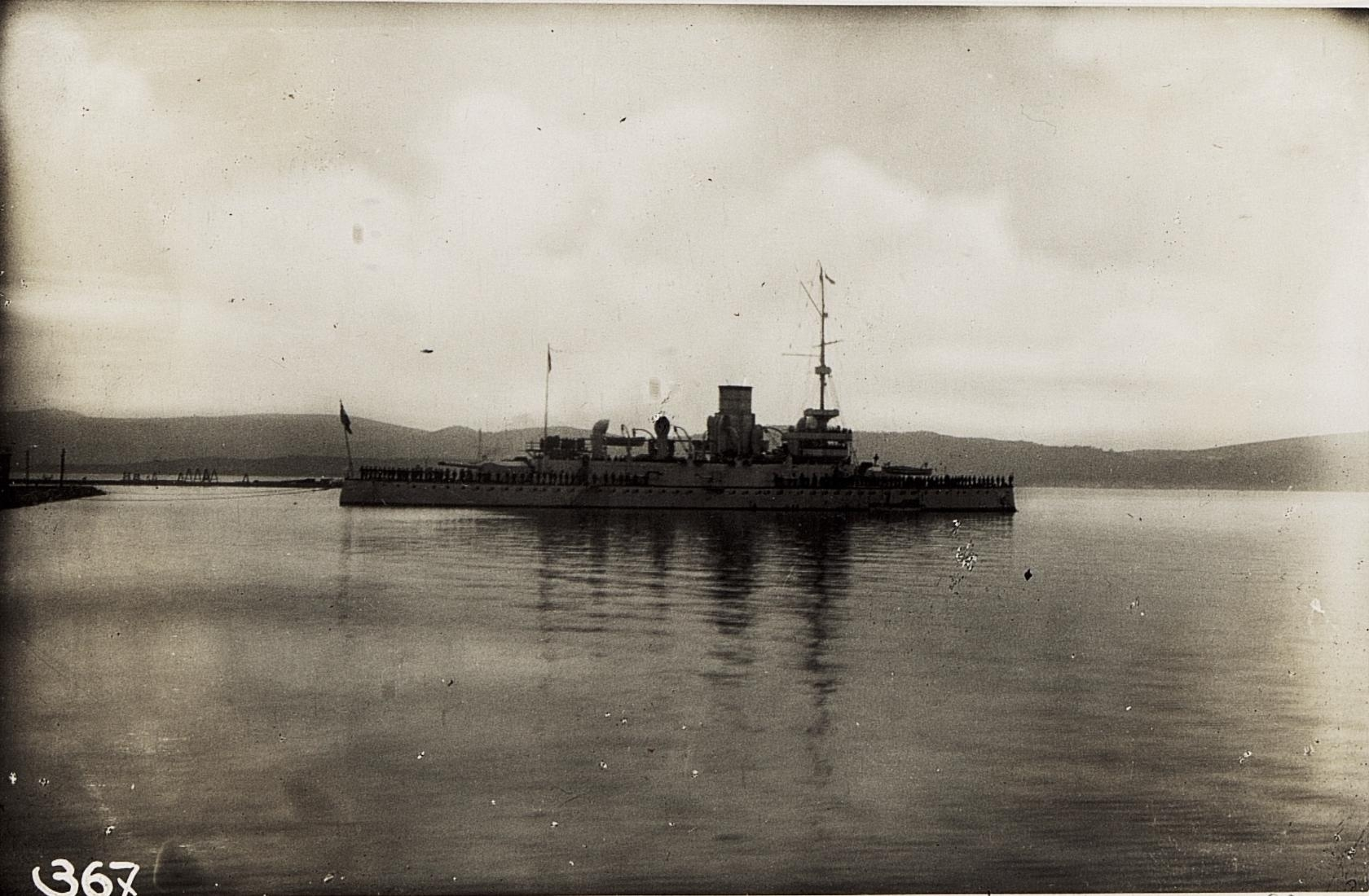
Wien

Wien byl nasazen v bojích první světové války, sloužil v druhé linii a byl využíván při ostřelování pozemních cílů, nebo jako strážní loď. Už září 1914 se Wien a jeho sesterské lodě přesunuly z Puly do Boky Kotorské, aby se zapojily do ostřelování černohorských pozic v okolí hory Lovćen. Po bitvě u Caporetta v říjnu až listopadu 1917 se fronta posunula do italského vnitrozemí a stabilizovala na řece Piavě. Rakousko-uhersko-německý pokus o novou ofenzivu představovala bitva na Piavě, ve které byly při ostřelování pozemním cílů nasazeny i obrněnce Budapest a Wien. Dne 16. listopadu 1916 ostřelovaly Cortellazzo poblíž ústí Piavy.
Dne 10. prosince 1917 pronikly do zátoky Muggia v Terstu italské torpédové čluny MAS 9 (velitel Luigi Rizzo) a MAS 13 (Andrea Ferrarini), kde svá torpéda vypustily na Wien a Budapest. Zatímco Wien obě torpéda zasáhla, torpéda mířící na Budapest cíl minula. Wien se během pěti minut převrátil. Zemřelo 46 mužů a 17 jich bylo zraněno. Jedním z námořníků, kteří potopení lodi přežili, byl i pozdější československý režisér Jan Sviták.